# Borovice Erbenka
Borovice Erbenka (nebo jen Erbenka) byla považována za jeden z nejvýznamnějších památných stromů na území Českých zemí. Rád pod ní sedával Karel Jaromír Erben, který ji a její pověsti zachytil ve svém díle. Psala o ní i řada další autorů, byla zpodobňována mnoha ilustrátory, opředena řadou pověstí... Stála u Kostelce nad Orlicí na kraji lesa nedaleko od levého břehu Divoké Orlice v místě, kterému se říká Lipová stráň. Zanikla nečekaně v listopadu 1934, kdy ji rozlomil vichr.

## Základní údaje
Z odborného hlediska se na Erbenku ve svém díle zaměřil pedagog a ochránce přírody František Hrobař. V době vydání jeho první knihy o památných stromech byla Erbenka jen několik let padlá a autor neuvádí základní informace. Považoval je za notoricky známé, protože je v té době citoval soudobý tisk i národopisné publikace. Z těchto důvodů neuvádí míry stromu ani odhad věku, stejně jako vynechává většinu místních pověstí a pouze odkazuje na starší díla a články z tisku, které jsou dnes hůře dostupné:
- Dominik Filip: Staré stromy českého severovýchodu, Cesta I, 103, 1918
- Dominik Filip: Pověsti ze severovýchodních Čech, Národopisný věstník českoslovanský, 16, 1923, 3-4, s. 120
- František Hrobař: Stromové pověsti Kostelecka a Rychnovska (Krása našeho domova, roč. 23)
- K. Prokeš: Památné stromy českého severovýchodu (Královéhradecká ročenka, 1914, str. 6-7)
- G. J. Lašek: Památné stromy na Kostelecku a Rychnovsku (Feuilletony v Orličanu)
- Vlastivědný sborník Kostelecka a Rychnovska (po roce 1918. - František Pavlišta: Stromy tradicí a stářím památné, str. 65)
- Stanislav Dvořák: Pověsti Rychnovska 1939 O zlatém zvonu v Kostelci nad Orlicí str. 21-29
- Prof. Jiří Janda: O vhodné ochraně ptactva (snímek přejatý z Krásy našeho domova jako příklad vhodného shromaždiště a nocoviště pro ptactvo)

## Historie, literatura a pověsti
Erbenka byla označována jako duchovní majetek českého národa; nejznámější pověst o borovici a zlatém zvonu zaznamenal Karel Jaromír Erben v básni Věštkyně ze sbírky Kytice (úryvek):
…
Až z oné strany nad Orlici řeku
nový les vítr zaseje,
až mlází vzroste, až i svého věku,
boroví toto dospěje;
a toho lesa krajní borovice
až sama sebou dožije,
uschne a zetlíc padne do Orlice
a již i kořen vyhnije:
tehdáž vyryje přijdouc divá svině
poslední zbytky na průhon,
a tu pod nimi z rumu v rozvalině
zjeví se zase zlatý zvon.
…
Příběh a život borovice zachytil v básni Borovici do památníku i Oldřich V. Seykora, který zároveň prorokoval její zánik (úryvek ze začátku a konce básně):
| U Kostelce nad Orlicí na lipové stráni hleďte vetchou borovici, jak se smrti brání. Dušičku má na kahánku, sotvaže už dýchá, žije již jen jako v spánku stařenka ta tichá. … | U Kostelce nad Orlicí na lipové stráni hleďte mrtvou borovici s laurem kolem skrání. Duše z těla vyletěla, nad lesy se vznesla, krása báje osiřela, v zapomnění klesla." … |

V básni Svídnická borovice, která má svým zánikem přinést neštěstí, uvádí Alois Potěhník jako protiklad borovici Erbenku, ke které se váže pozitivnější proroctví:
…
Na štěstí tu jiná borovice,
jejíž kořen kryje zlatý zvon :
která blíže stojíc u Orlice
radostnější předpovídá shon.
…
Pověst o zlatém zvonu pod borovicí ve stručné podobě uvádí Alois Jirásek ve Starých pověstech českých:
Za dávných, dávných časů stával nad Orlicí řekou, tam, kde nyní město Kostelec, nádherný kostel. V tom kostele na věži visel zlatý zvon. Ale kostel, věž i zvon propadly se do země, když lid příliš hřešil. Než kostel se opět zaskví nad údolím na svém místě a zlatý zvon se opět rozhlaholí, ohlásí nový, zlatý věk. Nežli však čas ten nastane, oseje vítr za řekou stráň, borové mlází tam vyrazí a vzroste v temný les. Až krajní borovice toho lesa uschne a kořeny její zetlí, přijde černá svině, vyryje její kořeny a vyreje pod nimi zlatý zvon, jenž z místa svého, kde se propadl, bude putovati dlouho podzemní poutí až do kořenů toho starého stromu.
František Hrobař doplňuje část pověsti, kterou slyšel pouze v mládí v ústní podobě: Na břehu Divoké Orlice mladé děvče máčelo přízi. Ta jí ale uvázla na dně a dívka jí nemohla vytáhnout. Vzteky zaklela a hned nato uslyšela dunivý zvuk: „Ještě není čas!“. To vystoupil zlatý zvon a vzápětí se znovu propadl do země.
Lidové tradice na tuto pověst navazovaly a věřilo se, že kdo nožem do kůry Erbenky vyryje křížek, bude mít štěstí, nebo získá poklad, až strom zanikne. Když borovice padla, chodili si lidé pro kousky jejího dřeva na památku a pro štěstí (jde patrně o starou tradici, podobně reagovali i lidé o několik set let dříve v jižních Čechách po poražení původního Žižkova dubu)

## Turistika
Erbenka byla jednou ze zastávek naučné stezky J. S. Gutha Jarkovského otevřené 21. května 1922. Po zániku borovice se místní okrašlovací spolek a odbor Klubu československých turistů zabývaly možností realizace památníku. Hlavní iniciátoři byli ředitel Pivrnec a lékárník Boehm, kteří spolu s řídícím učitelem Bílou a s pomocí správce Vacka na náklad kosteleckých turistů vystavěli roku 1939(!) žulový památník s nápisem:
K. J. Erben:
Viděla jsem kostel
nad Orlicí řekou…
Zde stávala borovice Erbenka.
Patronát nad pomníkem ochotně převzalo město Kostelec nad Orlicí za vedení starosty ředitele Krejčíka. Průřez a části kmene byly uložené v městském muzeu. Památník stojí v bezprostřední blízkosti turistického rozcestníku KČT Erbenka (316 m).

## Galerie

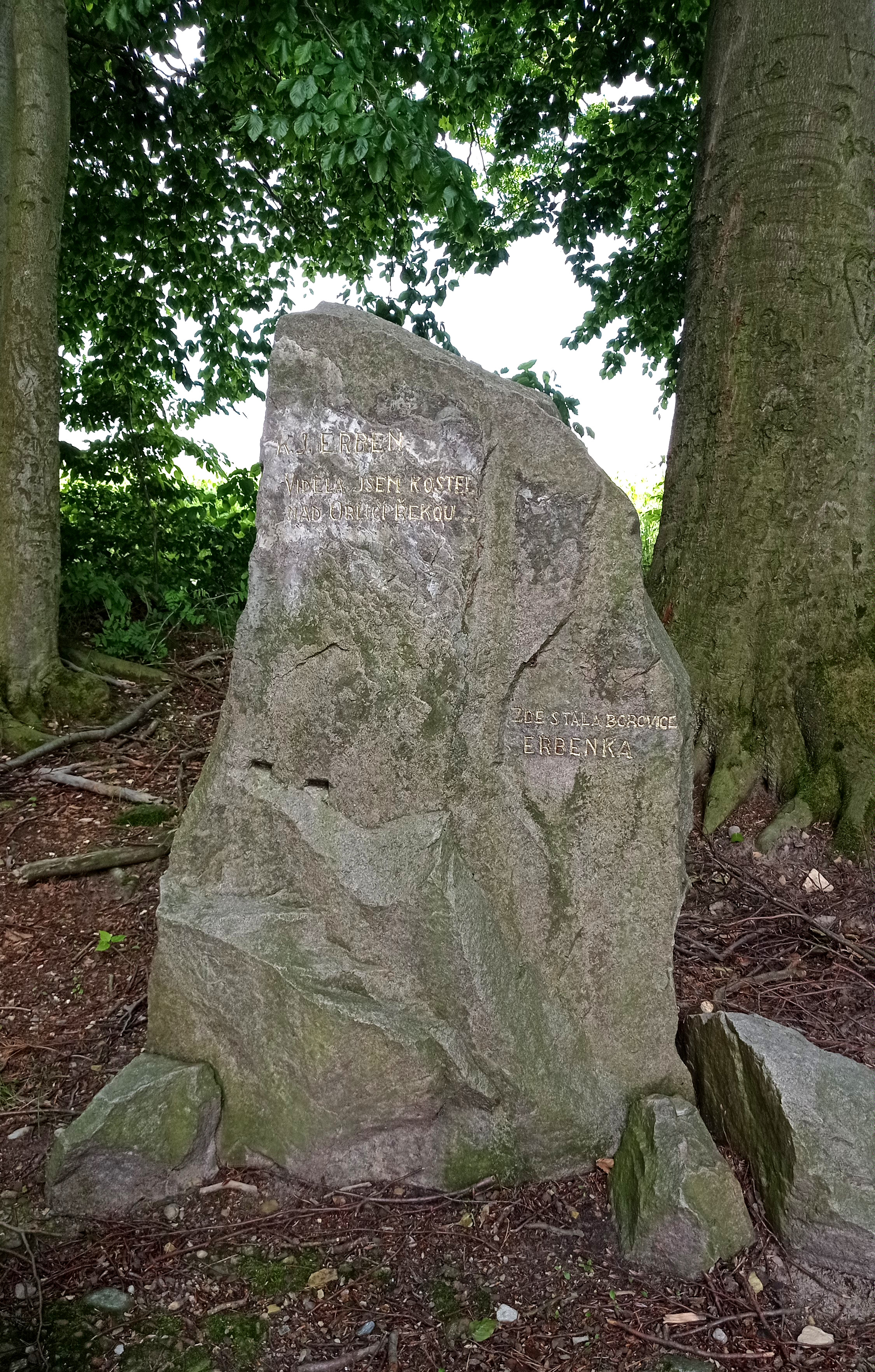
Památník s nápisem ''Zde stála borovice Erbenka''
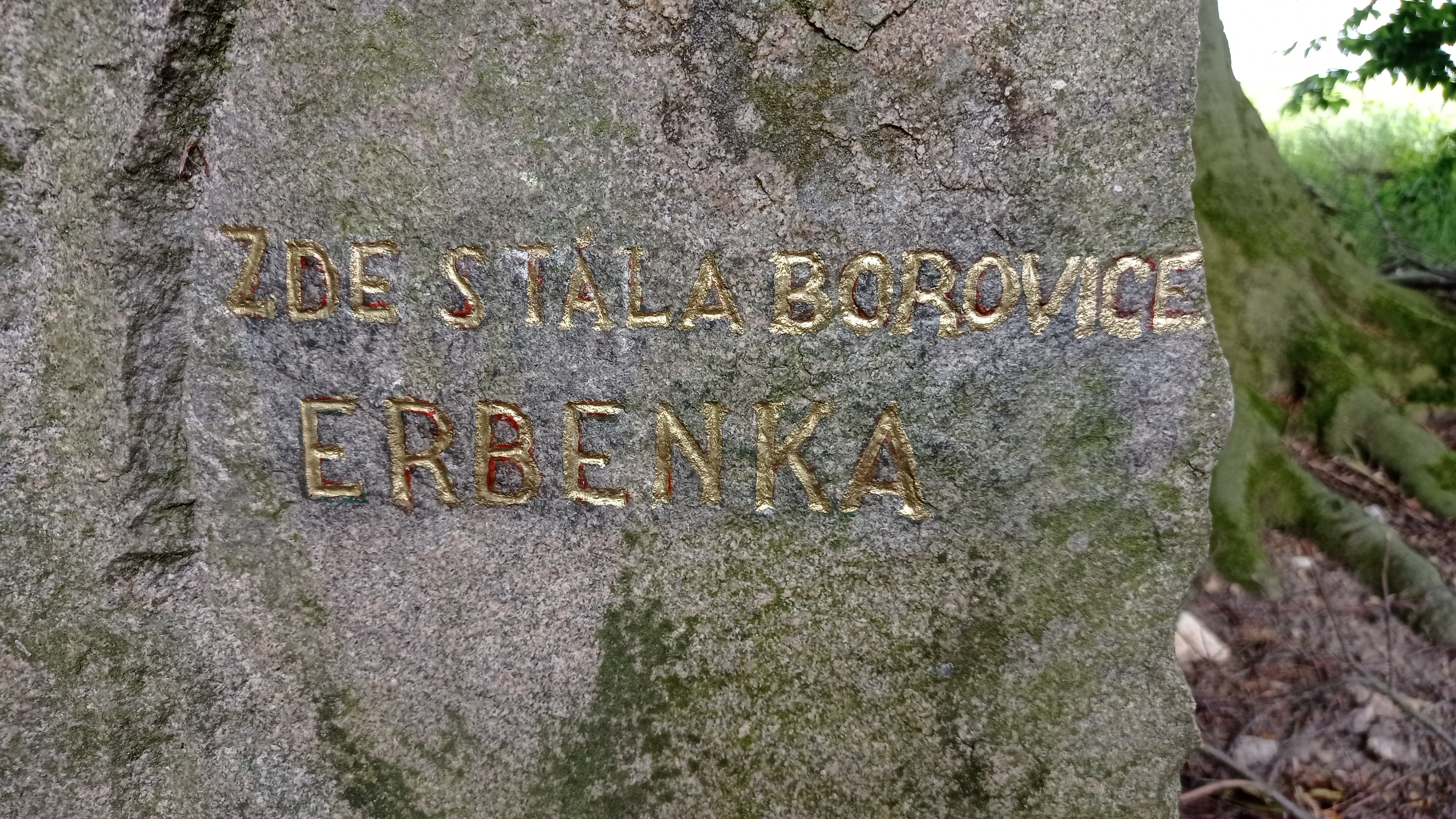
Detail nápisu
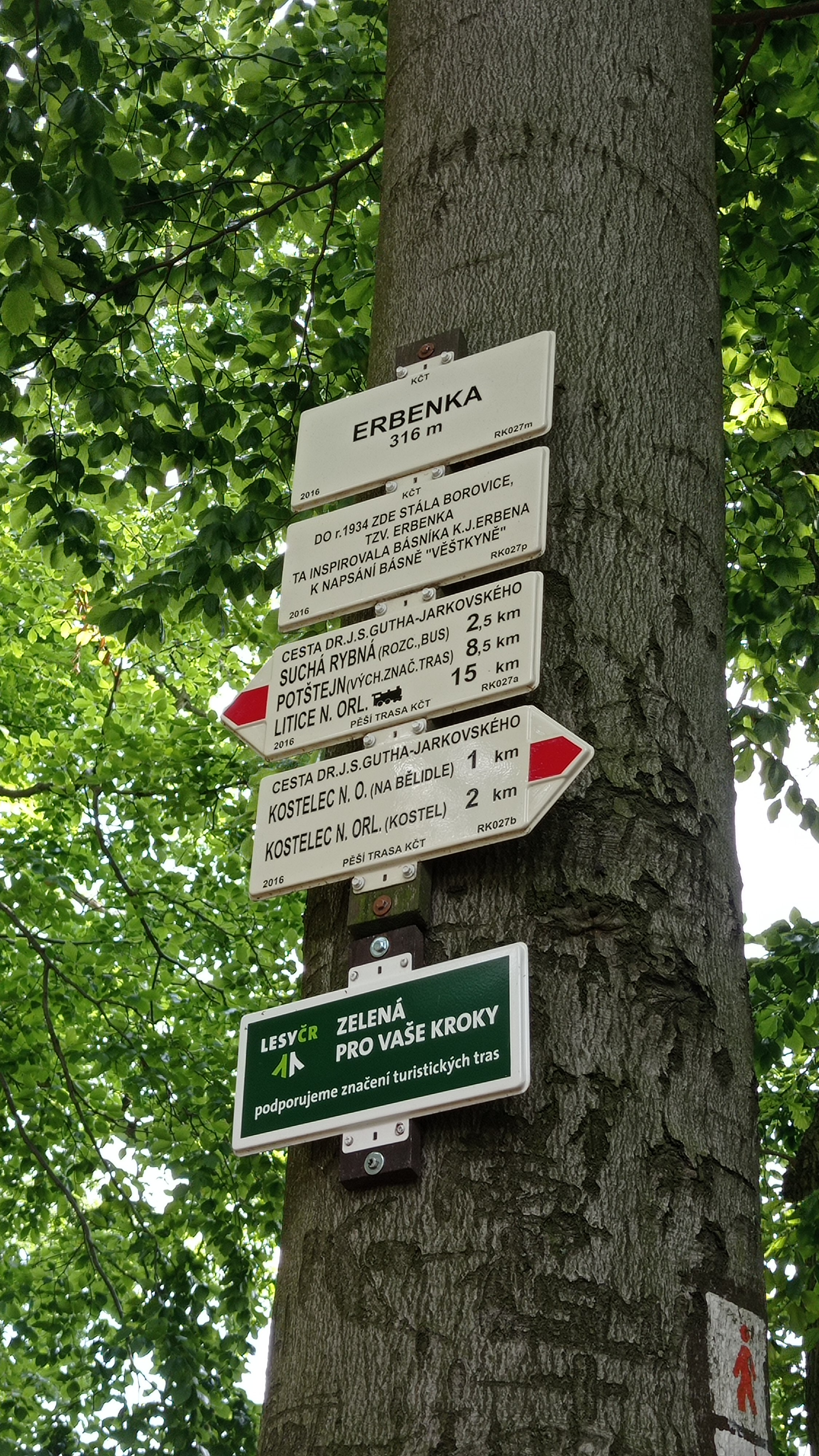
Rozcestník Erbenka

#### Odborná
- HROBAŘ, František. Staré a památné stromy na Rychnovsku n. Kn.. [s.l.]: Svaz spolků okrašlovacích a ochranářských v Praze, 1940. 131 s.
- HRUŠKOVÁ, Marie. Památné stromy (1). Ilustrace Jaroslav Turek. [s.l.]: Silva Regina, 1995. 192 s. ISBN 80-902033-0-2.

#### Krásná
- ERBEN, Karel Jaromír. Kytice. Praha: Státní pedagogické nakladatelství Praha, 1957. 151 s.
- POTĚHNÍK, Alois. Z jitra na úsvitě. Rychnov nad Kněžnou: vlastní náklad, 1889. 151 s.
- DVOŘÁK, Stanislav. Pověsti Rychnovska. Ilustrace Vlastimil Beneš. Rychnov nad Kněžnou: Okresní osvětový výbor, 1939. 185 s.